# Юдзики (Підляське воєводство)
Юдзики (пол. Judziki) — село в Польщі, у гміні Барглув-Косьцельний Августівського повіту Підляського воєводства.
Населення — 68 осіб (2011).
У 1975-1998 роках село належало до Сувальського воєводства.

## Демографія
Демографічна структура станом на 31 березня 2011 року:
|          | Загалом | Допрацездатний вік | Працездатний вік | Постпрацездатний вік |
| -------- | ------- | ------------------ | ---------------- | -------------------- |
| Чоловіки | 35      | 6                  | 28               | 1                    |
| Жінки    | 33      | 5                  | 20               | 8                    |
| Разом    | 68      | 11                 | 48               | 9                    |